# Одеса-Західна
Оде́са-За́хідна — вузлова вантажна залізнична станція Одеського вузла Одеської дирекції Одеської залізниці.
Розташована в Хаджибейському районі Одеси Одеської області на перетині ліній Одеса-Застава I — Арциз, Одеса-Західна — Поромна та 1504 км — Одеса-Західна між станціям Одеса-Застава I (6 км) та Ксенієве (10 км).
Станцію відкрито 1970 року під назвою роз'їзд 7 км. Того ж року здобула теперішню назву. Електрифіковано станцію у складі лінії Одеса — Бугаз 1973 року.
Від станції відгалужується гілка до станції Поромна довжиною 5 км.

## Цікаві факти
Свою стару назву (7 км) станція дала однойменному базару.
Станом на 1940 рік станція Одеса-Бесарабська (дещо трохи північніше).